# فوزي عبد الرحمان
فوزي عبد الرحمان ولد في 30 يناير 1956 في جربة، هو سياسي تونسي.

## السيرة الذاتية
تحصل فوزي عبد الرحمان على شهادة الهندسة اختصاص الكترونيك من الأكاديمية العسكرية بفندق الجديد، ثم على شهادة اختصاص في الاتصالات العسكرية بتونس، وأخيرا تحصل على شهادة هندسة في الإعلامية بفرنسا. 

بين 1981 و1984، عمل كمهندس في الإعلامية بوزارة الدفاع الوطني التونسية، ثم بين 1984 و2013 كان مديرا إقليميا ل18 بلدا أفريقيا لدى شركة آي بي إم. 

حزبيا، انضم لآفاق تونس بين 2011 و2012، ثم عندما اندمج هذا الأخير في الحزب الجمهوري، أصبح فوزي عبد الرحمان عضو مكتبه التنفيذي، إلا أن حزب آفاق تونس أعيد تكوينه في 2013، وكان عبد الرحمان من بين مؤسسيه، وأصبح يشغل نائب رئيسه. 

عين في 6 سبتمبر 2017 في منصب وزير التكوين المهني والتشغيل وذلك في حكومة يوسف الشاهد.

## الحياة الخاصة
فوزي عبد الرحمان متزوج وأب لإبنين.